# Periporphyrus erythromelas
Periporphyrus erythromelas е вид птица от семейство Cardinalidae, единствен представител на род Periporphyrus. Видът е почти застрашен от изчезване.

## Разпространение
Видът е разпространен в Бразилия, Венецуела, Гвиана, Суринам и Френска Гвиана.